# Pseudomyrmex subater
Pseudomyrmex subater es una especie de hormiga del género Pseudomyrmex, subfamilia Pseudomyrmecinae. Esta especie fue descrita científicamente por Wheeler en 1914.

## Distribución
Se encuentra en Cuba, República Dominicana, Ecuador, Antillas Mayores, Guatemala, Haití, México, Paraguay y Trinidad y Tobago.